# Kanadische Hockeynationalmannschaft der Herren
Die kanadische Hockeynationalmannschaft der Herren vertritt Kanada in den internationalen Hockeywettbewerben. Sie hatte ihren ersten Auftritt bei den Olympischen Spielen 1964 in Tokio, der mit einem dreizehnten Platz endete.
Aktuell rangiert Kanada auf Platz 14 der Welt- und Platz 2 der Pan-Amerika-Rangliste.

## Wettbewerbe

### Olympische Spiele
- 1902 bis 1960 – keine Teilnahme
- 1964 – Platz 13
- 1968 und 1972 – keine Teilnahme
- 1976 – Platz 10
- 1984 – keine Teilnahme
- 1986 – Platz 10
- 1990 – Platz 11
- 1992 und 1996 – keine Teilnahme
- 2000 – Platz 10
- 2004 – keine Teilnahme
- 2008 – Platz 10
- 2012 – keine Teilnahme
- 2016 – Platz 11
- 2020 – Platz 12

### Weltmeisterschaften
- 1978 – Platz 11
- 1986 – Platz 10
- 1990 – Platz 11
- 1998 – Platz 8
- 2010 – Platz 11
- 2014 – keine Teilnahme
- 2018 – Platz 11

### Commonwealth Games/Hockey
- 1998 – Vorrunde
- 2002 – Platz 6
- 2006 – Platz 9
- 2010 – Platz 6
- 2014 – Platz 8
- 2018 – Platz 8

### Panamerikanische Spiele
- 1967 – Platz 4
- 1971 – Bronzemedaille
- 1975 – Silbermedaille
- 1979 – Silbermedaille
- 1983 – Goldmedaille
- 1987 – Goldmedaille
- 1991 – Silbermedaille
- 1995 – Silbermedaille
- 1999 – Goldmedaille
- 2003 – Silbermedaille
- 2007 – Goldmedaille
- 2011 – Silbermedaille
- 2015 – Silbermedaille
- 2019 – Silbermedaille

### Pan American Cup
- 2000 – Silbermedaille
- 2004 – Silbermedaille
- 2009 – Goldmedaille